# Toshokan Sensou: Kakumei no Tsubasa
Toshokan Sensou: Kakumei no Tsubasa (яп. 図書館戦争 革命のつばさ Ташокан Сенсоу: Какумеї но Тсубача) — повнометражне політичне аніме режисера Такаюкі Хамана, за мотивами реальних історичних подій, що мали місце в Японії, студії Production I.G.

## Сюжет
У 1989 році в Японії був прийнятий Закон про покращення засобів медіа, який мав на меті захист молоді та суспільства від негативного ідеологічного впливу, але по суті ознаменував введення жорсткої цензури в країні. Історія прийняття закону приховує чимало таємниць. Дискусії про законність цензури в правовому суспільстві не вщухають.
Бібліотеки, останній осередок опору цензурі, з метою захисту свободи слова та протидії урядовому Комітету Покращення Засобів Медіа створили воєнізовані загони Сил Бібліотечної Самооборони.
Боротьба набуває нового розмаху після зухвалого нападу на один із важливих об'єктів Японії, який за примхою долі(?) повністю відтворює події, що описані у пригодницькому романі японського письменника Курато Тома.

## Персонажі аніме
- «Атсучі Дошіо» — бібліотекар другого рангу, запальний коротун. Має темно-коричневе волосся і гарні темно-карі очі.
- «Нікіхі Сакомахі» — бібліотекар другого рангу, послідовний жартівник. Має світло-коричневе довгувате волосся
- «Хікару Тедзука» — бібліотекар-інтендант. Завзятий юнак.
- «Асака Шібасакі» — бібліотекар-інтендант, кмітливий інформатор. Має чарівну вроду, довге чорне волосся, пряма чьолка.
- «Рюцьке Генда» — бібліотекар-інтендант першого рангу. Підстаркуватий бурмила, що має зайву вагу.
- «Іку Касахара» — бібліотекар-інтендант, затята незграба. Має коротке коричневе волосся.